# Juhfark

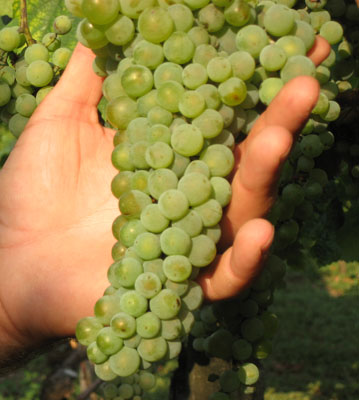
Juhfark

De Juhfark (letterlijk: "schapenstaart", Duits: Lämmerschwantz) is een Hongaars druivenras. Het druivenras komt ook voor in Oostenrijk. 

## Vorm druiventros
De druif Juhfark is genoemd naar de vorm van de druiventros. Deze druivensoort lijkt sterk op de Csomorika. 

## Verspreidings gebied
De druif wordt verbouwd in de wijnregio's Somló en Balatonfüred-Csopak.

## Synoniemen
Synoniemen zijn onder andere: Bacsó, Balana, Balatoni Szőlő, Boros, Budai Gohér, Coada Oilor, Dünnschalige, Durbants, Faller, Fehérfrankos, Fehérszőlő, Fehér Kadarka, Grünspät, Grünspan, Hosszúnyelű, Jufarco, Juhfarkú, Lämmerschwanz, Mohácsi, Mustafer, Ovis, Ovisse, Sárboros, Sárfehér, Sáska, Schweifler, Silberweiß, Tarpai, Vékonyhéjú, Világos en Vinase